# Przybradz
Przybradz is een dorp in de Poolse woiwodschap Klein-Polen. De plaats maakt deel uit van de gemeente Wieprz en telt 949 inwoners.